# Gunsi (Para)
Gunsi, ook wel Goensi, is een dorp in Para in Suriname.
In Gunsi ligt een goudconsessie. Het ligt nabij het dorp Zanderij en daarmee in de buurt van verschillende vakantieresorts en J.A. Pengel International Airport.